# Glenea batoeana
Glenea batoeana là một loài bọ cánh cứng trong họ Cerambycidae.